# 노출후 예방요법
노출 후 예방 요법(Post-exposure prophylaxis, PEP)은 감염을 예방하기 위하여 병원체에 노출된 후 시행하는 예방적 의료 요법이다.

## 광견병
대부분의 경우 치명적인 질병이 발병하기 전에 광견병을 진단할 수 없기 때문에, 노출후 예방요법(Post-exposure prophylaxis, PEP)은 광견병에 걸린 동물에게 물린 이후 광견병 발병을 예방하는 데 효과적으로 사용된다. 이 치료는 광견병 백신과 면역글로불린 주사들로 구성되어 있다. 광견병 백신은 잠재적으로 광견병에 노출되었을 수 있는 사람과 동물 모두에게 주사진다.

## 파상풍
파상풍 톡소이드는 파상풍에 노출된 것으로 의심되는 경우 투여될 수 있다. 이러한 경우, 파상풍 면역글로불린(파상풍 항체 또는 파상풍 항독소라고도 함)을 사용하거나 사용하지 않고 투여할 수 있다.
11세 이상의 비임산부를 위한 미국 내 지침은 다음과 같다 :
| 예방접종 상태                                                                               | 깨끗하고 가벼운 상처                           | 다른 모든 상처                                 |
| ------------------------------------------------------------------------------------------- | ---------------------------------------------- | ---------------------------------------------- |
| 백신을 포함한 파상풍 톡소이드를 3회 미만 또는 알 수 없는 횟수로 투여한 경우                 | Tdap 및 예방접종 권장                          | Tdap 및 예방접종 권장 +파상풍 면역글로불린     |
| 백신이 포함된 파상풍 톡소이드를 3회 이상 투여하였고 마지막 투약 후 5년이 경과하지 않은 경우 | 지시사항 없음                                  | 지시사항 없음                                  |
| 백신이 포함된 파상풍 톡소이드를 3회 이상 투여하였고 마지막 투약 후 5년-10년이 경과한 경우   | 지시사항 없음                                  | 아직 Tdap을 받지 못한 경우 Tdap 권장 / 또는 Td |
| 백신이 포함된 파상풍 톡소이드를 3회 이상 투여하였고 마지막 투약 후 10년이상 경과한 경우     | 아직 Tdap을 받지 못한 경우 Tdap 권장 / 또는 Td | 아직 Tdap을 받지 못한 경우 Tdap 권장 / 또는 Td |

## HIV

### 역사
AZT는 1987년에 AIDS 치료제로 승인되었다. 의료 종사자들은 일하는 동안 때때로 HIV에 노출된다. 혈청전환(seroconversion)을 막기 위해 의료 종사자들에게 AZT를 준다고 생각되기도 한다. AZT 투여가 특정 조건에서 시행될 때 의료 종사자들 사이에서 혈청전환의 발생률을 극적으로 감소시켰다.
후에, 명확한 노출 후 HIV 치료를 해야 할지 아니면 노출 위험도가 높은 대상에서 HIV 치료를 해야할지에 대한 의문이 제기되었다. 전임상시험의 초기 데이터는 HIV 감염의 전염을 예방하는 AZT의 효과를 입증했다. 또한 AZT는 무작위 통제 실험에서 산모-유아 HIV의 전염을 감소시키는 것으로 나타났으며, 이는 AZT이 노출후 예방요법(PEP)의 용도로 사용될 수 있음을 시사했다. 그러나 이후의 데이터에 따르면 항레트로바이러스제의 병용 요법이 주산기 전염 속도를 줄이는 데 있어 AZT보다 훨씬 우수했다.
비직업적인 노출에는 HIV 음성인 사람이 HIV 감염자와 단 한 번의 보호받지 못하는(콘돔이 제 기능을 못하는) 성관계를 가진 경우, 익명의 파트너와 비보호 성관계를 가진 경우, 또는 약물 주사를 위해 주사기를 공유해서 사용하는 경우 등이 있다. 노출후 예방용법(PEP)은 이러한 경우에도 HIV 감염의 위험을 감소시킨다. 2005년, 미국 DHHS는 노출 후 HIV 감염 위험을 낮추기 위한 비직업적 PEP(nPEP) 사용에 대한 첫 번째 권고안을 발표했다. 권고안은 2016년에 업데이트된 지침으로 대체되었다.
직업적 노출에는 의료 전문가의 바늘에 찔리는 부상도 포함된다. 2012년, 미국 DHHS는 의료 환경에서 발생하는 HIV 피폭자를 위한 직업 PEP(oPEP) 사용에 관한 지침을 발표했다.
노출 직후 HIV를 공격하는 약물을 복용하는 것이 HIV에 걸릴 위험을 감소시키는 것으로 입증되었기 때문에, 이를 통해 HIV에 노출되기 전에 약물을 복용하는 노출전 예방요법에 대한 연구를 이끌었다.
2013년 초의 보고서에 따르면 HIV 바이러스를 가지고 태어난 한 여성 아기가 태어난 지 30시간 이내에 3개의 항레트로바이러스제를 다량 투여하고 2년 후 관찰하였더니 바이러스의 징후를 보이지 않았다고 한다. 이 사례는 2013년 미국 애틀랜타에서 열린 '레트로 바이러스 및 기회감염에 관한 컨퍼런스'에서 발표되었다. 미국 미시시피 출신이라 "미시시피 아기"로 알려진 이 아기는 HIV의 "기능적으로 치유된" 첫 번째 아이로 간주되었다. 그러나, HIV는 2014년 7월 이 아이에게 다시 나타났다.

### 위험 평가
항레트로바이러스 약물을 사용한 노출 후 예방요법의 시작은 위험 인자들에 따라 달라지지만, 일반적으로는 한 번의 고위험 사건 이후에 시작한다. 노출 후 예방접종이 되었는지 확인하기 위해 이후 HIV 발병과 관련된 위험요인을 검토하는 평가방문이 실시된다. 이러한 방문 평가에는 잠재적 에이즈 보균자(환자)가 HIV 양성인지 여부, 시기 및 상황, 기타 고위험성 질환 발생 여부, 성병 검사, B형 간염 및 C형 간염 검사(nPEP는 B형 간염에도 효과적이다.) 임신 가능성이 있는 여성에 대한 임신 테스트 등이 포함된다.
HIV를 발생시키는 위험 인자는 HIV 양성으로 알려진 사람의 체액(혈액, 정액, 직장 분비물, 질 분비물, 모유)이 HIV 음성인 사람의 점막(질, 직장, 눈, 입, 피하)에 노출되는 것을 포함한다. 예를 들어, HIV 양성 파트너와 무방비 상태로 성관계를 갖는 것은 위험한 것으로 간주되지만, 성인용품, 침 뱉기, 물기 등은 노출 후 예방접종을 시작하기에 무시할 수 있는 위험으로 간주된다. 비성적 위험 중 가장 위험성이 높은 것은 수혈이고 성적 위험중 가장 위험성이 높은 것은 항문 성교이다. 노출 시기는 HIV 발생 위험에 영향을 미치지 않지만, 노출 후 예방접종을 권장할지에는 영향을 미친다. 치료를 시작하기 72시간 이내에 발생한 노출은 노출후 예방요법을 할 수 있으며 노출이 73시간이 지난 경우에는 노출후 예방요법을 할 수 없다.

### 검사
초기 HIV 검사 : 잠재적인 HIV 노출 후 PEP를 시작하기 전에, 사람들은 신속한 진단 테스트를 사용하여 혈액 내 HIV1 항원과 항체 검사를 받아야 한다. 신속한 진단 테스트에서 HIV 감염이 없거나 검사 결과를 사용할 수 없는 경우에만 PEP를 시작해야 한다. 그러나 만약 HIV 감염이 이미 존재한다면, PEP는 시작해선 안 된다. HIV 검사는 노출 후 4~6주와 3개월 후에 다시 진행해야 한다.
PEP를 진행하는 동안 발열, 피로, 근육통, 피부 발진 등 급성 HIV 감염의 징후와 증상을 경험할 수 있다. 미국 질병통제예방센터(CDC)는 이러한 징후와 증상이 PEP 기간, 또는 그 이후에 발생할 경우 의사의 진료를 받을 것을 권고한다. 이후의 항체 검사에서 HIV 감염이 발견될 경우, HIV 치료 전문가를 찾아야 하며, 치료전문가가 평가하고 치료 계획을 수립할 때까지는 PEP를 중단하지 말아야 한다.
STI와 HBV 검사: HIV에 잠재적으로 노출될 수 있는 사람들은 STI와 HBV에도 감염될 위험에 처해있다. CDC는 임질 및 클라미디아에 대한 STI 특이 핵산 증폭 검사(NAAT)와 매독에 대한 혈액 검사를 권고한다. PEP는 또한 HBV 감염에 대해서도 활성을 가지고 있기 때문에 PEP의 중단은 드물지만 HBV의 재활성화의 원인이 될 수 있다. 따라서 의료 서비스 제공자는 HBV 상태를 면밀히 모니터링해야 한다.
후속 검사 : 혈청 크레아티닌 및 크레아티닌 청소율을 측정하여 가장 적절한 PEP 항레트로바이러스 치료법을 결정해야 한다. PEP를 사용하는 동안 간 기능, 신장 기능 및 혈액학적 파라미터를 모니터링해야 한다.

### 치료
HIV 노출의 경우, 노출후 예방요법(PEP)은 HIV에 노출될 위험이 높은 사건(예: 비보호 항문 또는 질 성관계, 주사바늘 부상 또는 주사바늘 공유) 이후 혈청전환의 위험성을 줄이는 항레트로바이러스 약물 요법이다. 최근 CDC는 어떤 이유로든 HIV에 노출된 모든 HIV 음성인 사람에게 PEP를 권고하고 있다.
가장 효과적으로 치료하려면 노출 후 1시간 이내에 치료를 시작해야 한다. 72시간 후 PEP는 훨씬 덜 효과적이며 전혀 효과적이지 않을 수도 있다. HIV에 대한 예방요법은 일반적으로 4주 동안 지속된다.
노출후 예방요법이 효과적이라는 자료들이 있지만, 실패한 사례도 존재한다. 보통 실패는 치료의 지연(노출 후 72시간 이상), 노출 수준 또는 치료 기간(28일 시술을 지키지 못함)에 기인한다. 또한 비직업적 노출의 시간과 수준은 스스로 보고하므로 PEP가 효과적인 기간에 대한 절대적인 데이터를 얻을 수 없다. 표준 항체 윈도피리어드(The standard antibody window period)는 PEP 치료 마지막 날 이후 시작된다. PEP를 받은 사람은 일반적으로 노출 후 3개월, 6개월 후에 항체 검사를 받는 것이 좋다.
PEP에 사용되는 항레트로바이러스 치료법은 AIDS 치료에 사용되는 표준 고활성 항레트로바이러스 치료법과 동일하며, nPEP 치료를 시작하는 사람들은 약물 복용 충실도를 촉진하기 위해 일반적인 3-7일 스타터 팩과 달리 28일 스타터 팩을 받는다. 그리고 말라리아, 피로, 설사, 두통, 메스꺼움, 구토 등의 부작용에 대해서도 상담을 받아야 한다.
보호되지 않은 성관계 또는 기타 행동 요소로 인해 재노출 위험이 높은 사람들에게는 PrEP가 필요하며, 이는 nPEP 치료 과정이 완료된 직후에 시작된다. 반대로, 비직업적 노출 시, 의학적인 순응도가 높은 환자가 이미 PrEP을 받고 있는 경우, nPEP 치료는 필요하지 않다.

## A형 간염
A형 간염 노출의 경우, 상황에 따라 인간 정상 면역글로불린(HNIG) 또는 A형 간염 백신을 PEP로 사용할 수 있다.

## 탄저병
탄저균에 노출된 것으로 의심될 경우 60일간의 경구용 시프로플록사신을 투여해야 한다.

## 라임병
사슴 진드기(deer tick)가 피부에서 제거된 다음 날 독시사이클린 200mg을 경구로 투여할 수 있다.

## 상호 참조
- 노출전 예방요법(PrEP)

## 추가 참고도서 목록
- Landovitz, RJ; Currier, JS (2009년 10월 29일). “Clinical practice. Postexposure prophylaxis for HIV infection”. 《The New England Journal of Medicine》 361 (18): 1768–75. doi:10.1056/NEJMcp0904189. PMID 19864675.
- Landovitz, RJ (Jul–Aug 2009). “Occupational and nonoccupational postexposure prophylaxis for HIV in 2009.”. 《Topics in HIV Medicine》 17 (3): 104–8. PMID 19675368.
- Havens, PL; American Academy of Pediatrics Committee on Pediatric, AIDS (Jun 2003). “Postexposure prophylaxis in children and adolescents for nonoccupational exposure to human immunodeficiency virus.”. 《Pediatrics》 111 (6 Pt 1): 1475–89. doi:10.1542/peds.111.6.1475. PMID 12777574.
- Jost, J (May 1998). “[Post-exposure HIV prevention within and outside the hospital].”. 《Therapeutische Umschau. Revue therapeutique》 (독일어) 55 (5): 289–94. PMID 9643126.